# Sot de les Espines
El Sot de les Espines, o de l'Espina, és un sot del terme municipal de Castellcir, a la comarca del Moianès.
És al nord de la zona central del terme, a migdia de la urbanització del Prat i al nord del Pla de la Llosa, a ponent del sector nord de la Roureda i al sud-oest de la Quintana de la Roca. És tot el vessant septentrional del Serrat del Llop.
Per damunt del seu extrem oriental discorre el Camí de Santa Coloma Sasserra.

## Etimologia
Es tracta d'un topònim romànic modern de caràcter descriptiu, generat ja en català; és un sot amb gran abundor d'esbarzers.